# Waldemar Holberg
Wlademar Birger Holberg (Copenhague, 29 de maio de 1883 - Viena, 18 de maio de 1927) foi um pugilista dinamarquês, campeão mundial dos meios-médioa em 1914.

## Biografia
Durante sua carreira amadora Holberg foi campeão dinamarquês dos pesos-penas em 1902 e quatro vezes campeão dinamarquês dos pesos-leves em 1903, 1905, 1907 e 1908. Representou seu país nos jogos olímpicos de 1908, mas foi eliminado na primeira rodada pelo futuro campeão mundial dos meios-médios Matt Wells.
Iniciou sua carreira profissional em 1908, emplacando uma excelente sequência de vitórias nos seus três primeiros anos, quando teve apenas um único revés contra Dick Nelson. Em 1912, após três derrotas consecutivas por desqualificação, decidiu deixar a Europa e mudou-se para a Austrália.
Seu primeiro ano em solo australiano foi terrível, tendo perdido seis lutas de um total de nove, não obstante foi escalado para disputar o título mundial dos meios-médios contra o pretenso campeão Ray Bronson, em uma luta realizada logo no primeiro dia do ano de 1914.
Surpreendentemente, Holberg venceu com facilidade Bronson nos pontos, tornando-se então campeão mundial dos meios-médios, título este que ostentou por apenas 23 dias, após perdê-lo por desqualificação para o irlandês Tom McCormick. Esta fora a sexta vez que Holberg sofrera uma derrota por desqualificação, de um total de oito em toda sua carreira.
Após perder seu título, Holberg retornou à Europa e perdeu duas lutas em sequência para seu conterrâneo e antigo algoz Dick Nelson. Em seguida, ao longo de 1915 e início de 1916, sofreu mais sete derrotas consecutivas.
Mudou-se para a Noruega em fins de 1916, quando obteve uma boa sequência de vitórias, antes de enfim despedir-se dos ringues em 1921. Faleceu seis anos mais tarde, precocemente aos 43 anos de idade.